# Donato Giuliani
Donato Giuliani (Spoltore, Italia, 4 de octubre de 1946-Pineto, 26 de abril de 2025) fue un ciclista italiano especialista en ciclismo en ruta.

## Equipos
| Periodo   | Equipo         |
| --------- | -------------- |
| 1970-1974 | Filotex        |
| 1975-1977 | Jollj Ceramica |

## Resultados

### Aficionado
1966
- Copa San Sabino
- Tercer lugar del Gran Premio San Basso

1967
- Copa San Sabino

1968
- Copa Cicogna
- Segundo lugar del Florence-Viareggio
- Tercer lugar de la de la Copa Bologna

1969
- Circuito San Vittore

### Profesional
1970
- Tercer lugar del Tour de Umbría

1971
- Tercer lugar de la Copa Sabatini
- Tercer lugar del Giro del Veneto

1972
- Ganador de la primera etapa del Vuelta a Suiza
- Segundo lugar del Giro del Veneto

1973
- Ganador de la segunda etapa del Tour de Romandía
- Prólogo de la Vuelta a Suiza (contrarreloj por equipos)
- Subcampeón de la Vuelta a Suiza

1974
- Subcampeón de la Copa Sabatini

1975
- Subcampeón del Gran Premio Ciudad de Camaiore

## Apariciones en competiciones grandes
- Tour de France: 2 apariciones

1975 - abandonó en la 15.ª etapa
1976 - 32.° lugar
- Giro de Italia: 7 apariciones

1971 - 14.° lugar
1972 - 18.° lugar
1973 - 36.° lugar
1974 - 29.° lugar
1975 - 27.° lugar
1976 - 35.° lugar
1977 - 82.° lugar